# I giorni del vino e delle rose
I giorni del vino e delle rose (Days of Wine and Roses) è un film del 1962 diretto da Blake Edwards. La sceneggiatura fu scritta da JP Miller adattando il suo teledramma omonimo del 1958 per la serie Playhouse 90.
Apologo contro l'alcolismo, fu un successo di critica e di pubblico, vincendo l'Oscar per la migliore canzone (composta dall'autore della colonna sonora Henry Mancini e scritta da Johnny Mercer) e ricevendo altre quattro candidature, tra cui quelle per i protagonisti. Nel 2018 fu scelto per la conservazione nel National Film Registry della Biblioteca del Congresso in quanto "culturalmente, storicamente o esteticamente significativo".

## Trama
Joe Clay e Kirsten Arnesent, impiegati nella stessa azienda, si innamorano e si sposano. Apparentemente felici, circondati dall'affetto dei parenti e dalla stima dei colleghi e dei vicini di casa, conducono in realtà un'esistenza frenetica e vuota. A cominciare a bere è Joe che trova nell'alcool la carica emotiva che lo libera dalle ansie e dalle frustrazioni quotidiane. La liberazione diventa dipendenza e anche Kirsten inizia a bere. Il comune ricorso alla bottiglia comincia come gioco di coppia e come complicità ma presto si trasforma in fallimento e autodistruzione. Marito e moglie finiscono col perdere il lavoro cadendo nell'incapacità di gestire sé stessi e la famiglia. Una sera la donna, completamente ubriaca, dà fuoco alla casa rischiando di farvi morire la figlia. L'uomo ha una profonda crisi di coscienza e aiutato dall'associazione Alcolisti Anonimi decide di smettere. La donna invece non ci riesce e abbandona la famiglia sprofondando sempre più nell'autodistruzione. Lui tuttavia crede in lei e le resta vicino, fiducioso in un suo recupero.

## Riconoscimenti
- 1963 – Premio Oscar
  - Oscar per la migliore canzone a Henry Mancini
  - Candidatura al migliore attore protagonista a Jack Lemmon
  - Candidatura alla migliore attrice protagonista a Lee Remick
  - Candidatura alla migliore scenografia a George James Hopkins
  - Candidatura ai migliori costumi a Donfeld
- 1963 – Festival internazionale del cinema di San Sebastián
  - Concha de Plata alla migliore attrice a Lee Remick
  - Concha de Plata al miglior attore a Jack Lemmon

## Titolo
Il titolo deriva dal verso di una poesia di Ernest Dowson: "They are not long, the days of wine and roses." (Non durano a lungo, i giorni del vino e delle rose). Anche la canzone facente parte della colonna sonora che vinse il premio Oscar, scritta da Henry Mancini, ha lo stesso titolo.